# Jemima Montag
Jemima Montag (Melbourne, 15 de febrero de 1998) es una deportista australiana que compite en atletismo, especialista en la disciplina de marcha.
Participó en dos Juegos Olímpicos de Verano, obteniendo dos medallas de bronce en París 2024, en las pruebas de 20 km marcha y relevo mixto (junto con Rhydian Cowley), y el sexto lugar en Tokio 2020, en la misma prueba.
Ganó una medalla de plata en el Campeonato Mundial de Atletismo de 2023, en la prueba de 20 km marcha.

## Palmarés internacional
| Juegos Olímpicos   | Juegos Olímpicos   | Juegos Olímpicos  | Juegos Olímpicos    |
| Año                | Lugar              | Medalla           | Prueba              |
| ------------------ | ------------------ | ----------------- | ------------------- |
| 2024               | París (Francia)    | Medalla de bronce | 20 km marcha        |
| 2024               | París (Francia)    | Medalla de bronce | Marcha relevo mixto |
| Campeonato Mundial |                    |                   |                     |
| Año                | Lugar              | Medalla           | Prueba              |
| 2023               | Budapest (Hungría) | Medalla de plata  | 20 km marcha        |